# 一平くんのゲコゲコ相談室
『一平くんのゲコゲコ相談室』（いっぺいくんのゲコゲコそうだんしつ）はエフエム愛媛で毎週月曜日に放送されている人生相談番組である。

## 概要
元々は2022年10月3日から、月曜11:40-11:55に放送されていたが、2023年6月29日（ゲコ39）をもって月曜日々中の放送を終了し、明くる7月3日（DXゲコ1）から月曜20:00-20:30の30分枠に拡大し『一平くんのゲコゲコ相談室DX』（いっぺいくんのゲコゲコそうだんしつデラックス）に改題された。
番組ではカエルの一平くんが、リスナーから寄せられた悩みに、真剣に答えたり、時には答えなかったりするが、一平くん曰く「カエルなので、解決することを期待してはならない。優しくされるのも期待してはならない」と、辛口で相談に対する回答を行っている。放送終了後ネットラジオ（番組ホームページ、itunes=Apple PodcastsやSpotifyなどのポッドキャスト配信）がアップロードされている。
琉球放送「ラジオBar南国の夜」、文化放送「おとなりさん」をはじめ各地のラジオ局でも取り上げられた。